# Šarovce
Šarovce este o comună slovacă, aflată în districtul Levice din regiunea Nitra. Localitatea se află la altitudinea de 146 m deasupra n.m., se întinde pe o suprafață de 25,38 km2 și în 2017 număra 1.616 locuitori.
Localitatea este înfrățită cu Veresegyház.

## Istoric
Localitatea Šarovce este atestată documentar din 1245.

## Demografie
| An:                | 1994 | 2004   | 2014   | 2024   |
| ------------------ | ---- | ------ | ------ | ------ |
| Număr de persoane: | 1661 | 1662   | 1638   | 1619   |
| Diferență:         |      | +0,06% | −1,44% | −1,15% |

| An:                | 2023 | 2024   |
| ------------------ | ---- | ------ |
| Număr de persoane: | 1609 | 1619   |
| Diferență:         |      | +0,62% |